# Frankie Yankovic
Frankie Yankovic właśc. Frank John Yankovic (ur. 28 lipca 1915 w Davis, West Virginia, zm. 14 września 1998 w New Port Richey, Floryda) – amerykański muzyk, wokalista, akordeonista, aranżer i kompozytor pochodzenia słoweńskiego, specjalizujący się w wykonywaniu polek, nazywany "Królem Amerykańskiej Polki".

## Wczesne lata
Yankovic urodził się 28 lipca 1915 r. w małej osadzie leśnej Davis w stanie Wirginia, gdzie mieszkało wielu imigrantów ze Słowenii (między innymi jego rodzice). Kiedy lokalne władze odkryły, że ojciec Yankovica handluje alkoholem, rodzina przeniosła się do Cleveland. Ojciec prowadził tam pensjonat dla innych Słoweńców. Jednym z jego pensjonariuszy był akordeonista Max Zelodec, który wywarł wielkie wrażenie na młodym Franku. W wieku dziewięciu lat zaczął pobierać lekcje gry na akordeonie guzikowym u Zelodca, a w wieku 16 lat przeszedł na bardziej wymagający akordeon klawiszowy. Wkrótce założył własny zespół grający polki, a w 1932 roku zaczął regularnie pojawiać się w lokalnej słoweńskiej audycji radiowej, co znacznie podniosło jego popularność w tym regionie. W 1938 roku, po odrzuceniu zarówno przez Columbia, jak i RCA, Yankovic wydał pod szyldem Słoweńskiej Orkiestry Ludowej płytę z polkami we własnej wytwórni Yankee. Okazało się, że płyta była lokalnym hitem i w 1939 roku Yankovic postanowił kontynuować działalność wydawniczą i dystrybucyjną .
Grupa Yankovica cieszyła się dużą popularnością w Ohio, Pensylwanii i Michigan, grając w klubach, na weselach i innych imprezach towarzyskich. W 1941 roku Frankie otworzył własny bar, w którym występował jego zespół. 
Yankovic zaciągnął się do wojska w 1943 roku. Na wojnie walczył w bitwie o Ardeny, gdzie odmroził sobie dłonie i stopy. Groziła mu amputacja palców, jednak na szczęście udało mu się pokonać gangrenę. Otrzymał odznaczenie Purpurowe Serce przyznawane dla rannych żołnierzy. Po powrocie do domu dalej prowadził bar i zespół. Ważnym członkiem grupy stał się wtedy Johnny Pecon, śpiewający w chórkach z Yankoviciem, a także grający na akordeonie.

## Lata powojenne
W 1946 roku wytwórnia Columbia podpisała kontrakt z Yankovicem. W 1948 roku po raz pierwszy został utytułowany "Królem Amerykańskiej Polki" na zawodach muzycznych w Milwaukee. W tym samym roku jego nagranie Just Because - cover stosunkowo mało znanej piosenki country z połowy lat trzydziestych śpiewanej przez Shelton Brothers, osiągnęło wielki sukces w całym kraju. Kolejny, Blue Skirt Waltz, był także hitem w 1949 roku. Na początku lat pięćdziesiątych Yankovic przeniósł swój zespół do Hollywood, gdzie nagrywali z Doris Day i nakręcili kilka filmów krótkometrażowych dla wytwórni Universal. Yankovic kontynuował współpracę z Columbią przez lata pięćdziesiąte i większość sześćdziesiątych, nagrywając większość z jego najbardziej znanych piosenek: Beer Barrel Polka, Who Stole the Kishka?, Too Fat Polka, Hoop De Doo, Champagne Taste and a Beer Bankroll, In Heaven There Is No Beer, The Tick Tock Polka i wiele innych.

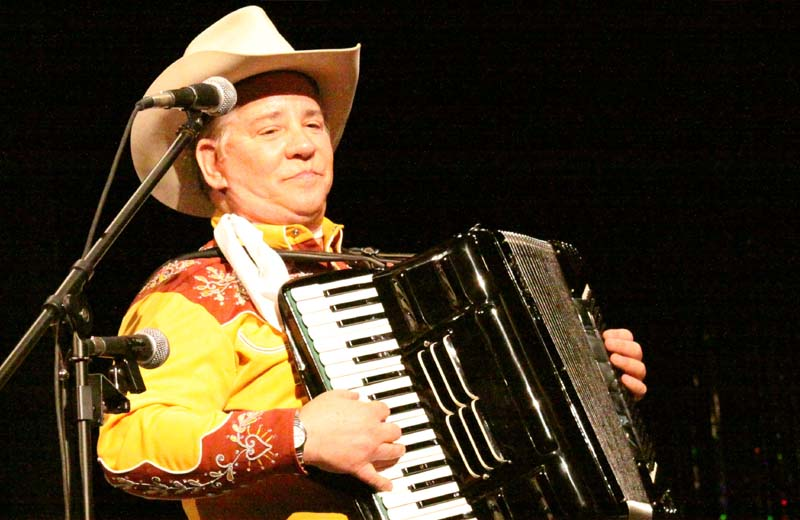
Joey Miskulin – wirtuoz akordeonu w zespole Yankovica

W okresie swojej świetności Yankovic wygrał bitwę zespołów przeciwko Duke'owi Ellingtonowi w Milwaukee i był gospodarzem programów radiowych i telewizyjnych prezentujących polki, emitowanych w Cleveland, Chicago i Buffalo we wczesnych latach 60. W 1962 roku zatrudnił 13-letniego akordeonistę z Chicago, Joeya Miskulina, który szybko stał się gwiazdą zespołu. Później Miskulin zajął się pisaniem piosenek, aranżacją i produkcją dla innych, ale pozostał z Yankoviciem do końca swojej kariery. Po dwóch dekadach współpracy z Columbią Yankovic przeniósł się w 1968 roku do RCA, a później zaczął nagrywać dla kolejnych mniejszych wytwórni. W 1977 roku opublikował swoją autobiografię. Jego album "70 Years of Hits" w 1985 roku zdobył pierwszą w historii nagrodę Grammy w kategorii polki. Był także pierwszym artystą wpisanym do Polka Music Hall of Fame.
Yankovic, ze względu na wiek, ogłosił odejście na emeryturę w 1994 roku, ale szybko wycofał się z tej decyzji i dalej występował przez kolejne trzy lata, ruszając w trasę koncertową z debiutantem polki Kanadyjczykiem Walterem Ostankiem. Kontynuował także nagrywanie dla wytwórni Cleveland International, która w 1996 roku wydała głośny album "Songs of the Polka King, Vol. 1". Występowało na nim kilku gości specjalnych: Weird Al Yankovic, Eddie Blazonczyk, komik z Cleveland Drew Carey, wykonawcy country Chet Atkins i Cowboy Jack Clement oraz zespół Riders in the Sky. Wykonywali standardy Yankovica. W 1997 wydano Vol. 2 - na tej płycie wystąpili m.in. Clement, David Allan Coe i Don Everly. Oba albumy były nominowane do Grammy. Niestety, zdrowie Yankovicia podupadło i w 1998 roku doznał kontuzji po upadku w swoim domu w New Port Richey na Florydzie. Kilka dni później, 14 października, zmarł.
Weird Al Yankovic - muzyk, satyryk, parodysta i akordeonista jako dziecko pobierał lekcje gry na akordeonie, ponieważ jego rodzice znali twórczość "Króla Amerykańskiej Polki" Frankie Yankovica i postanowili, że „powinien być jeszcze jeden grający na akordeonie Yankovic na świecie”. Muzycy nie byli spokrewnieni, ale w pewnym okresie współpracowali ze sobą. Al wykonał partię akordeonu w słynnym przeboju Who Stole the Kishka? na albumie Frankiego "Songs of the Polka King, Vol. 1". Fragment utworu Frankiego The Tick Tock Polka znajduje się w utworze Polka Face na płycie "Weird Al's Alpocalypse".
Jeden z najbardziej znanych przebojów Yankovica Who Stole the Kishka? ("Kto ukradł kiszkę?') napisany został przez polski duet: Władysława Daniłowskiego (Walter Dana) – muzyka i Waltera Solka – słowa.

## Znaczenie twórczości Yankovica
Niekwestionowany amerykański król polki, Frankie Yankovic, zrobił więcej dla popularyzacji muzyki polki niż jakikolwiek inny wykonawca i pozostaje wzorcem, według którego mierzy się wszystkich innych artystów polki. Yankovic był pierwszym wykonawcą tego gatunku muzyki amerykańskiej, który nagrał sprzedanego w milionach egzemplarzy singla (Just Because z 1948 roku). Jako pierwszy wystąpił w telewizji i jako pierwszy zdobył nagrodę Grammy dla najlepszego albumu z polkami, kiedy w 1985 roku została utworzona taka kategoria. Śpiewając głównie po angielsku, Yankovic udostępnił muzykę tego ludowego tańca, pochodzącego z Europy Środkowej i Wschodniej, dla amerykańskiej publiczności, nadając jej atrakcyjność wykraczającą poza społeczności imigranckie, które wcześniej ją wykonywały. Jego polki miały bardziej skoczny rytm niż tradycyjny, częściowo dlatego, że preferował lżejsze, ograniczone aranżacje, które często zawierały banjo, organy elektryczne i dwa akordeony. Podczas gdy większość akordeonistów siedziała na scenie, obciążona ciężkim i nieco nieporęcznym instrumentem, energiczny Yankovic grał godzinami, wstając i podskakując w rytm muzyki. Najbardziej znane utwory Yankovica to standardy gatunku, a jego nazwisko jest bardziej kojarzone z polką niż jakiegokolwiek innego muzyka.